# Nadia Danova
Nadia (transcription anglaise Nadja) Hristova Danova, née le 3 mars 1942 à Sofia, arrière-petite-fille de Hristo Grouev Danov (en), pionnier de l'édition de livres en Bulgarie, est une historienne bulgare, spécialiste de l'histoire de la Grèce moderne.

## Biographie
Auteure de nombreuses études dans le domaine de l'histoire des Balkans et en particulier de l'histoire de la Grèce moderne aux XIXe et XXe siècles, elle a également dirigé l'Institut d’études balkaniques de l'Académie bulgare des sciences.
Les principaux thèmes de ses recherches sont les nationalismes balkaniques, les Lumières et le romantisme dans les Balkans, les renaissances culturelles bulgare, grecque, roumaine et autres, l'image de « l'Autre » dans le processus de formation des identités nationales.
Nadia Danova est professeure honoraire au Département d'histoire et d'archéologie de la Faculté de philosophie de l'Université d'Athènes.

## Articles et ouvrages
- Nadja Danova. Une source inutilisée de l’histoire de la ville de Tàrnovo de la fin du XVIIIe siècle et du début du XIXe siècle. Études balkaniques 1979 ; 15 : 97[3].
- Nadia Danova. Les Bulgares vus par les intellectuels grecs à la fin du XVIIe siècle et au début du XIXe siècle. In : Relations spirituelles et politiques des Grecs et des Bulgares depuis le milieu du XVe siècle jusqu'au milieu du XIXe siècle. Thessalonique, 1980, pp. 157-167[4].
- Nadia Danova. L'image de Byzance dans l'historiographie et dans les lettres bulgares du XVIIe siècle au XXe siècle. In : Héritages de Byzance en Europe du Sud-Est à l’époque moderne et contemporaine. Ouvrage édité par Olivier Delouis, Anne Couderc et Petre Guran (Mondes méditerranéens et balkaniques 4). – École française d’Athènes (Diffusion De Boccard), Athènes 2013[5].
- Nadja Danova & Roumen Avramov, eds. Deportiraneto na evreite ot Vardarska Makedonija, Belomorska Trakija i Pirot, mart 1943 g. Dokumenti ot bălgarskite arhivi. Sofia, Obedineni izdateli, 2013, 2 vol. 861 p.[6].